# Beslan
Beslan (en russe : Бесла́н, en ossète : Беслæн) est une ville d'Ossétie-du-Nord-Alanie, dans la fédération de Russie, et le centre administratif du raïon Pravoberejny. Sa population s'élevait à 37 037 habitants en 2013, ce qui en fait la troisième plus grande ville de la république derrière Vladikavkaz et Mozdok. 
Elle était auparavant connue sous le nom de Tulatovo/Tulatovskoye (jusqu’en 1941), puis Iriston (jusqu’en 1950).

## Géographie
Beslan est située à 20 km au nord-ouest de Vladikavkaz et à environ 1 600 kilomètres au sud de Moscou.

## Histoire
Beslan a été fondée en 1847 par des émigrés venus d'Ossétie et nommée Beslanikaou (« Colonie de Beslan ») en référence à un noble local, Beslan Toulatov. Elle a successivement porté les noms de Toulatov, Toulatovo ou Toulatovskoïe. En 1938, le village est élevé au statut de commune urbaine. En 1941, elle est renommée Iriston (Ossétie) et en 1950 elle reçoit le statut de ville et son nom actuel. Elle s'est ensuite rapidement industrialisée.

### Prise d'otages
Dans cette ville eut lieu, du 1er au 3 septembre 2004, une prise d'otages, dans une école, commanditée par Chamil Bassaïev, qui se termina par la mort de 334 civils, dont 186 enfants. 

## Population
Beslan est la troisième plus grande ville d'Ossétie du Nord, derrière Vladikavkaz et Mozdok. Sa population comprend 81,8 pour cent d'Ossètes et 13,5 pour cent de Russes.
Recensements (*) ou estimations de la population
| 1926* | 1939* | 1959*  | 1970*  | 1979*  |
| ----- | ----- | ------ | ------ | ------ |
| 1 635 | 7 586 | 19 385 | 26 893 | 29 879 |

| 1989*  | 2002*  | 2010*  | 2012   | 2013   |
| ------ | ------ | ------ | ------ | ------ |
| 32 469 | 35 550 | 36 728 | 36 864 | 37 037 |

## Économie
Beslan est une importante jonction de la ligne de chemin de fer reliant Rostov-sur-le-Don et Bakou. Elle est également le point de départ d'une ligne allant à Vladikavkaz.  C’est une ville agro-industrielle dominée par une grande usine de transformation du maïs établie dans les années 1940.
La ville est desservie par l'aéroport de Beslan. La route fédérale R217, route reliant la M4 à la frontière avec l'Azerbaïdjan en desservant les villes de Ciscaucasie, contourne la ville. La route militaire géorgienne commence dans le sud de la ville.

## Personnalité
- Alan Dzagoev (1990–) : footballeur